# 蕭子暉
蕭子暉（5世紀—540年代），字景光，南蘭陵郡蘭陵縣人，南朝齊高帝之孫，豫章文獻王蕭嶷之子。

## 生平
蕭子暉少涉書史，亦有文才，歷任員外散騎侍郎（三班）、南中郎記室參軍、臨安令等職。
大同年間，蕭子暉遷任安西將軍、益州刺史、武陵王蕭紀軍府的諮議參軍（九班），帶新繁令。大同九年（543年），安西將軍蕭紀進號征西將軍、開府儀同三司，安西諮議參軍蕭子暉轉為征西儀同府從事中郎（九班）。蕭子暉後遷任驃騎大將軍、開府儀同三司、荊州刺史、廬陵王蕭續軍府的長史（十班），卒官。

## 著作
蕭子暉有文集傳於後世，隋朝大業年間為九卷，唐朝開元年間為十一卷，後佚失。